# Gimme Shelter (film, 1970)
Pour les articles homonymes, voir Gimme et Gimme Shelter.
Pour plus de détails, voir Fiche technique et Distribution.
Gimme Shelter est un film documentaire réalisé en 1970 par David Maysles, Albert Maysles et Charlotte Zwerin, qui emprunte son titre à une chanson du groupe The Rolling Stones dont le titre signifie « Donne-moi un abri » (« Give me shelter ») et fait référence à la chanson éponyme du groupe.
Il relate les événements de la tournée américaine des Rolling Stones en novembre et décembre 1969 et plus particulièrement le spectacle au Madison Square Garden de New York et le festival d'Altamont en Californie. Au cours de celui-ci un jeune noir du nom de Meredith Hunter fut poignardé par un Hells Angels qui était chargé de s'occuper de la sécurité,  alors que la victime pointait un revolver en direction de la scène. L'arme en question n'a jamais été retrouvée mais la scène a été filmée et relatée par de nombreux témoins.
Le concert d'Altamont vit également les prestations du Jefferson Airplane (durant laquelle Marty Balin, chanteur et guitariste, fut frappé au visage en prenant la défense d'un spectateur pris à partie par les Hells Angels), Crosby, Stills, Nash and Young et Santana.
Trois autres spectateurs périront au cours de ce qui se voulait une réponse à Woodstock. Deux furent écrasés dans leurs sacs de couchage par un chauffard ayant consommé du LSD, et un autre, toujours sous l'empire de cette drogue, se noiera en voulant prendre un bain.
Le film met en scène un groupe dépassé par sa notoriété et incapable de contrôler son public, de nombreux extraits montrant les musiciens obligés de s'arrêter en plein milieu d'une chanson pour mettre fin à un début d'émeute et le public ne sachant pas trop comment réagir face à cette flambée de violence, orchestrée par un service d'ordre mal préparé et abreuvé d'alcool.

## Fiche technique
- Titre : Gimme Shelter
- Réalisation : David Maysles, Albert Maysles et Charlotte Zwerin
- Photographie : Albert Maysles, David Maysles et Gary Weis
- Montage : Joanne Burke, Robert Farren, Ellen Hovde et Kent McKinney
- Production : Porter Bibb et Ronnie Schneider
- Société de production : Maysles Films et Penforta
- Société de distribution : Cinema 5 Distributing (États-Unis)
- Pays de production :  États-Unis
- Genre : Documentaire
- Durée : 91 minutes
- Dates de sortie : 
  - États-Unis : 6 décembre 1970 (New York)
  - France : 1er novembre 1971

## Trame sonore
- Rolling Stones
  - Jumpin' Jack Flash
  - (I Can't Get No) Satisfaction
  - You Gotta Move
  - Wild Horses
  - Brown Sugar
  - Love in Vain
  - Honky Tonk Woman
  - Street Fighting Man
  - Sympathy for the Devil
  - Under My Thumb
  - Gimme Shelter
- Tina Turner
  - I've Been Loving You Too Long
- The Flying Burrito Brothers
  - Six Days on the Road
- Jefferson Airplane
  - The Other Side of My Life